# Koichi Tanaka
Koichi Tanaka, 田中 耕, född den 3 augusti 1959 i Toyama, Japan, är en ingenjör och  nobelpristagare i kemi.
Tanaka har en ingenjörsexamen i elektroteknik från Tohoku-universitetet. Han är forskningsingenjör vid Shimadzu Corp., Kyoto, Japan.

## Nobelpriset
Koichi Tanaka tilldelades Nobelpriset i kemi år 2002 för "sin utveckling av mjuka desorptions-jonisationsmetoder för masspektrometrisk analys av biologiska makromolekyler". Han delade halva prissumman med amerikanen John Fenn. Den andra halvan tilldelades schweizaren Kurt Wüthrich.

## Betydelse
Masspektrometri är en mycket viktig analysmetod vid de flesta kemilaboratorier. Tidigare kunde bara mindre molekyler identifieras, men Fenn och Tanaka har utvecklat metoder som gör det möjligt att också analysera biologiska makromolekyler. Den metod som Fenn publicerade 1988, så kallad ESI, electrospray ionisation, går ut på att producera små laddade droppar av proteinet vilka krymper allt eftersom vattnet avdunstar. Så småningom återstår fritt svävande proteinjoner, vars massor kan bestämmas. Detta kan göras genom att sätta fart på dem och mäta flygtiden över en känd sträcka. Samtidigt introducerade Tanaka en annan teknik att få proteinerna att sväva fritt, nämligen med mjuk laserdesorption, soft laser desorption. En laserpuls får träffa provet, som "sprängs" i småbitar så att molekylerna frigörs.